# 52005 Maik
52005 Maik este un asteroid din centura principală de asteroizi.

## Descriere
52005 Maik este un asteroid din centura principală de asteroizi. A fost descoperit pe 8 februarie 2002 la Fountain Hills (Arizona) de Charles W. Juels și Paulo R. Holvorcem. Asteroidul prezintă o orbită caracterizată de o semiaxă mare de 2,32 ua, o excentricitate de 0,14 și o înclinație de 20,5° în raport cu ecliptica.